# Semiothisa caesiaria
Semiothisa caesiaria är en fjärilsart som beskrevs av George Duryea Hulst 1887. Semiothisa caesiaria ingår i släktet Semiothisa och familjen mätare. Inga underarter finns listade i Catalogue of Life.